# Seznam vetrov
Seznam vetrov.

## B
- blizzard
- briz
- burin
- burja

## F
- fen

## H
- harmatan
- hurikan

## J
- jugo

## K
- kamsin
- košava

## L
- lebič
- levante

## M
- maestral
- monsun

## O
- orkan
- oštro

## P
- pampero
- pasat
- ponente

## S
- samum

## T
- tajfun
- tornado
- tramontana
- tropski ciklon

## U
- uragan